# Барон Дісіз

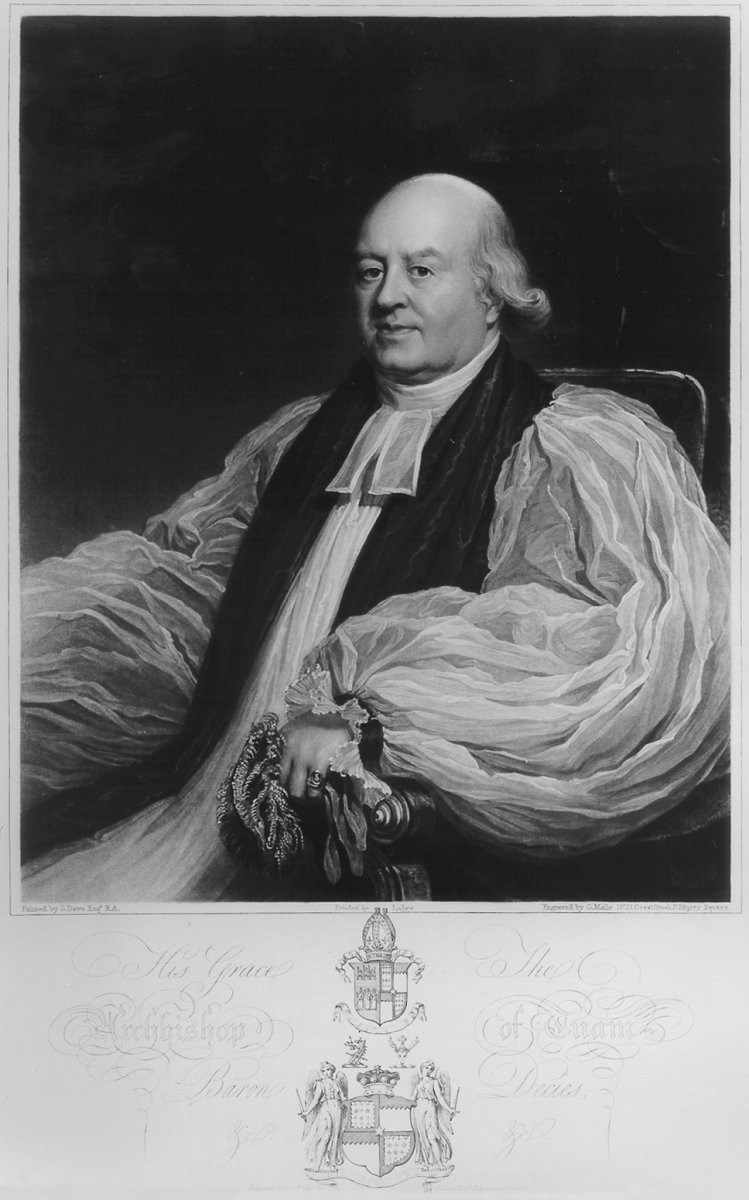
Вільям Бересфорд – І барон Дісіз.

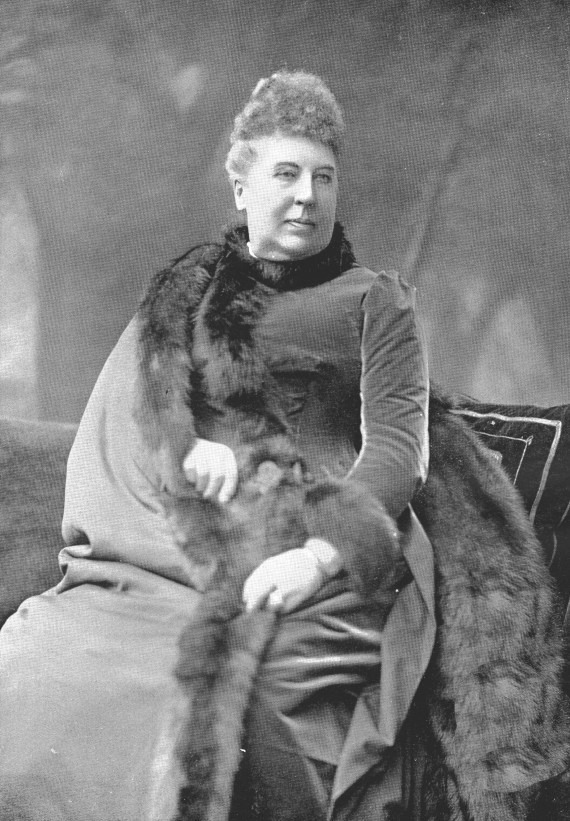
Молодша дочка лорда Десіз - Керолайн Агнес Грем - герцогиня Монтроз.

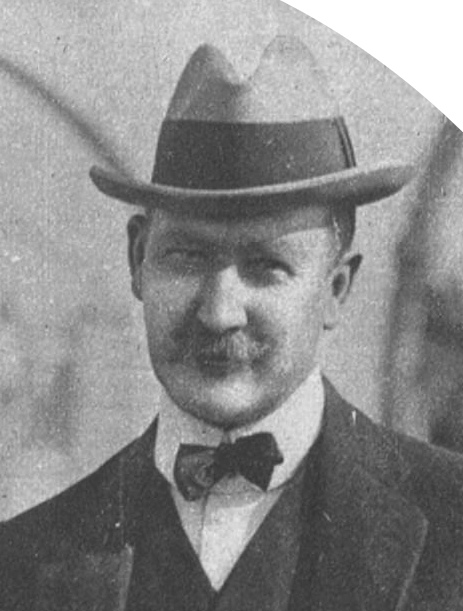
Джон Бересфорд – V барон Дісіз.

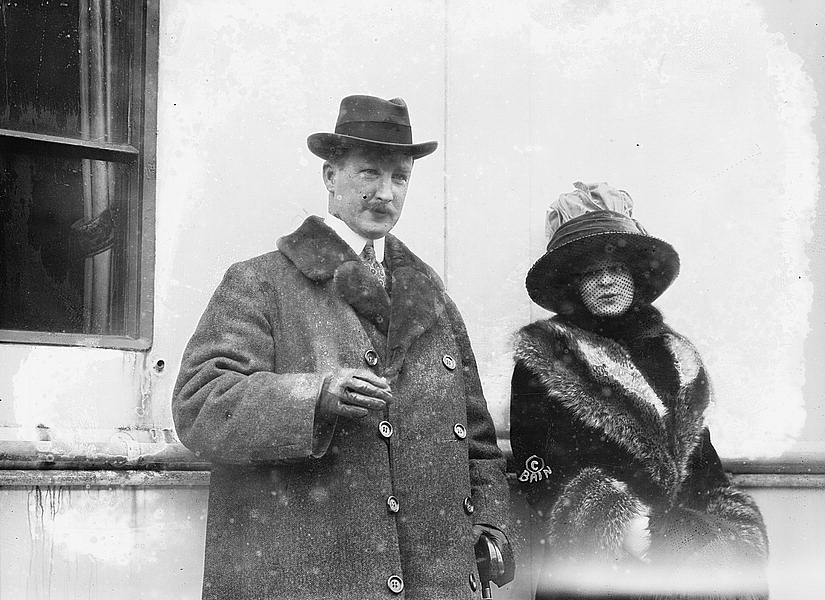
Джон Бересфорд – V барон Дісіз з першою дружиною Гелен, 1911 рік.

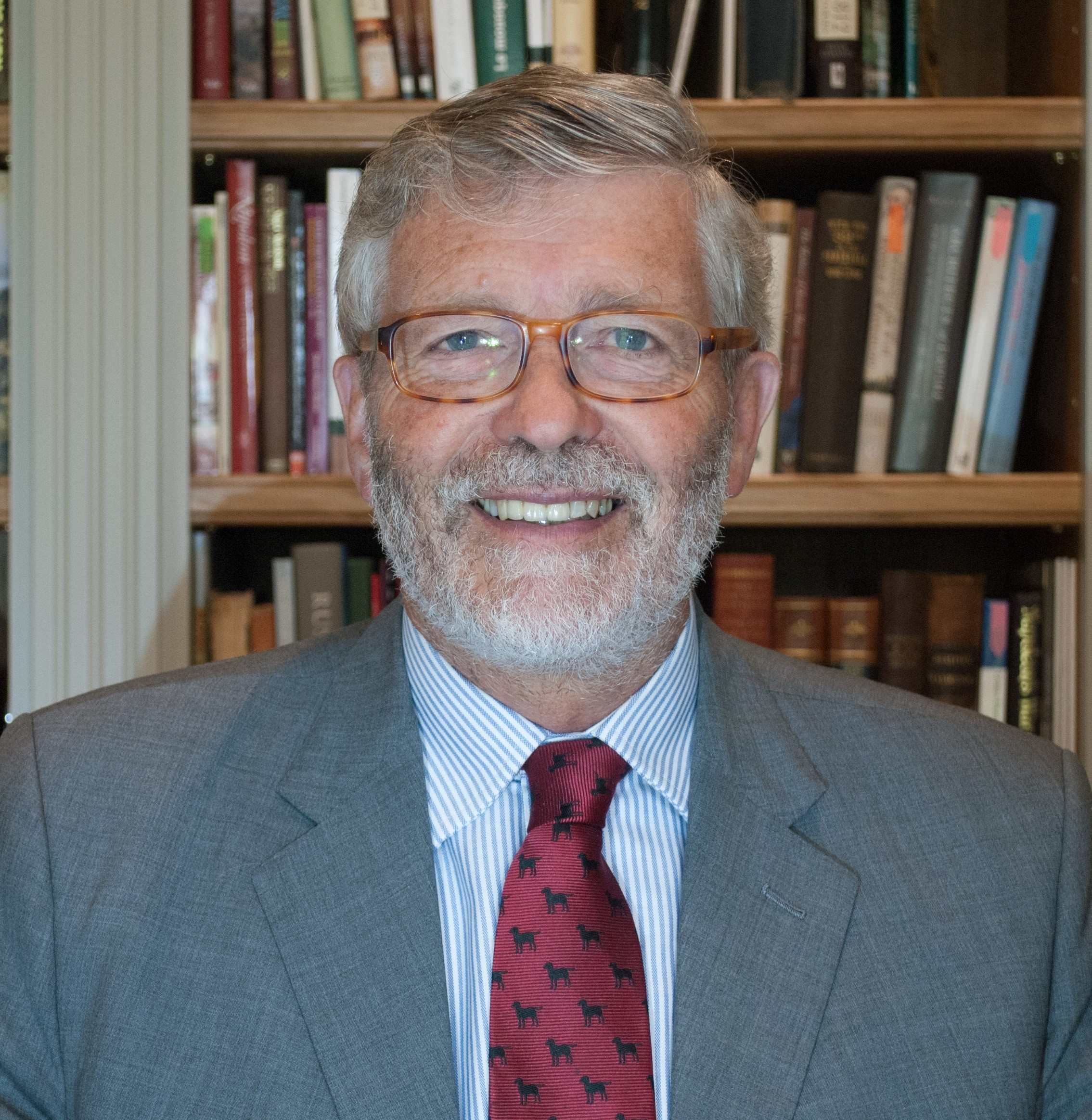
Маркус Х’ю Трістрам де ла Поер Бересфорд (1948 р. н.) – VII барон Дісіз.

Барон Дісіз (англ. - Baron Decies) – аристократичний титул в перстві Ірландії.

## Історія баронів Дісіз
Титул барон Дісіз з Дісіза, що в графстві Вотерфорд (Ірландія) був створений в 1812 році для його святості Вільяма Бересфорда – архієпископа Туама, що обіймав цю посаду в 1794 – 1819 роках. Він був третім сином Маркуса Бересфорда – І маркіза Вотерфорд, що володів ще титулом І графа Тирон і мав загалом 7 синів і 8 дочок. Але сам Маркус Бересфорд був єдиним сином Трістрама Бересфорда - І баронета Бересфорд. Мати Вільяма Бересфорда - Кетрін Поер - І баронеса де ля Поер - єдина дочка і спадкоємиця Джеймса Поера ІІІ графа Тирон і ІІІ віконта Десіз. Серед баратів і сестер Вільяма Бересфорда були Джордж Бересфорд - ІІ маркіз Вотерфорд, Джон Бересфорд - депутат парламенту від Вотерфорду, Кетрін Бересфорд - дружина депутата парламенту Томаса Крістмаса та депутата парламенту Теофіла Джонса, Френсіс Бересфорд - дружина Генрі Флуда, Еліза Бересфорд - дружина полковника британської армії Томаса Кобба, що потім теж став депутатом парламенту і був сином Чарльза Кобба - архієпископа Дубліна. Вільям Бересфорд здобув осіту в Трініті-коледжі (Дублін).  Він служив єпископом Дромора з 1780 по 1782 рік, потім отримав посаду єпископа Оссорі і перебував на ній в 1782 - 1794 роках і став архієпископом Туама - був на цій посаді з 1794 року аж до своєї смерті в 1819 році. Він був прийнятий до Таємної ради Ірландії в 1794 році, а в 1812 році він отримав титул до пера Ірландії як Барон Десіз з Десіз, що в графстві Вотерфорд. 16 червня 1763 року Вільям Бересфорд одружився з Елізабет ФітцГіббон (1732 – 1807) - дочкою Джона ФітцГіббона та його дружини Ізабелли Гроув. Братом Елізабет був Джон ФітцГіббон - І граф Клер, лорд-канцлер Ірландії. У них було дев'ятеро дітей, чотири сини і п'ять дочок. Через свого третього сина він був дідом офіцера британської армії Маркуса Бересфорда (1800 – 1876), що також був депутатом парламенту від Норталлертона та Бервік-апон-Твід. Через свою молодшу дочку Луїзу він був дідом британського депутата парламенту і мецената Генрі Томаса Гоупа (1808 – 1862), чия дочка Генрієтта була дружиною Генрі Пелхема-Клінтона - VI герцога Ньюкасл, і британського депутата Олександра Бересфорда Гоупа (1820 – 1887), що одружився з леді Мілдред Гаскойн-Сесіл (дочкою Джеймса Гаскойна-Сесіла - ІІ маркіза Солсбері).
Титул барона Дісіз успадкував його син - Джон Бересфорд, що став ІІ бароном Дісіз. Джон Бересфорд народився 20 січня 1774 року. Він був другим сином із дев'яти дітей, народжених Вільямом Бересфордом - І бароном Десіз, і його дружиною, до шлюбу Елізабет ФітцГіббон. Через свого брата, преподобного Джорджа Бересфорда, він був дядьком офіцера британської армії Маркуса Бересфорда, депутата від Норталлертона і Бервік-апон-Твід, і через свою сестру Луїзу (через її шлюб з Томасом Гоупом) він був дядьком Генрі Томаса Гоупа, депутата парламенту, і Олександра Бересфорда Хоупа, депутата парламенту. Пізніше Луїза вийшла стала дружиною їх двоюрідного брата Вільяма Бересфорда - І віконта Бересфорда. Джон Бересфорд одружився з Шарлоттою Філадельфією Горслі  - єдиною дочкою і спадкоємицею Роберта Горслі (1749 – 1809) з Болам-Холлу, що в Нортумберленді. Цей будинок – Болам-Холл він збудував використовуючи камінь із зруйнованого старовинного замку, що стояв на місці маєтку, який придбав у 1727 році його батько Джон Горслі. Відповідно до умов успадкування маєтків його дружиною він прийняв додаткове прізвище Горслі в 1810 році. Але жоден з наступних баронів Дісіз не носив це прізвище. Джон Бересфорд здобув освіту в Еммануельському коледжі Кембриджського університету. Він отримав посаду священнослужителя Церкви Ірландії, служив ректором Туама. Після смерті батька 6 вересня 1819 року він успадкував титул барона замість свого старшого брата - бригадного генерала Маркуса Бересфорда, що помер неодруженим у 1804 році.
Титул успадкував його син - Вільям Горслі-Бересфорд, що став ІІІ бароном Десіз та військовим діячем. Він народився 12 січня 1865 року. Він був єдиним сином, народженим від Джона Хорслі-Бересфорда - ІІ барона Десіз, ректора Туама, і його дружини, до шлюбу Шарлотти Філадельфії Горслі (єдиної дочки і спадкоємиці Роберта Горслі з Болам-Хаус, Нортумберленд). Серед його братів і сестер були Луїза Елізабет Горслі-Бересфорд (дружина Ернеста Бруденелла-Брюса - ІІІ маркіза Ейлсбері) і Керолайн Агнес Горслі-Бересфорд (дружина Джеймса Грема - IV герцога Монтроз). Після смерті свого батька 1 березня 1865 року він успадкував титул барона. Служив капітаном у 10-й гусарсько-гренадерському гвардійському полку. Він теж став депутатом парламенту і був представником Ірландії. Його світлість не брав активної участі в державних справах, але був освіченим землеробом і гаряче цікавився розвитком маєтку Болам, який під його особистим керівництвом став одним із найбагатших з сільськогосподарської точки зору маєтком на Британських островах. 31 липня 1860 року Вільям Горслі-Бересфорд одружився з Катарін Енн Дент (померла в 1941 році) - другою дочкою офіцера британського флоту Вільяма Дента з Шортфлет-Тауер і його дружини Еллен Мері Керр (дочка Ендрю Сетона Керра). У них було 9 дітей 5 синів і 4 дочки.
Титул успадкував його син - Вільям Маркус де ля Поер Бересфорд, що став IV бароном Дісіз. Він народився 12 січня 1865 року. Він був старшим із п'яти синів Вільяма Горслі-Бересфорда - ІІІ барона Десіса, капітана 10-ї гусарсько-гренадерської гвардії, і Кетрін Енн Дент, дочки офіцера Вільяма Дента. Він здобув освіту в Ітоні та Крайст-Черч (Оксфорд). Після смерті батька 3 липня 1893 року він успадкував титул барона. Він служив заступником лорд-лейтенанта Нортумберленда і мировим суддею Нортумберленда. Він був відомим і популярним спортсменом, він цікавився полюванням і всіми видами спорту на свіжому повітрі. На момент смерті він мав кількох коней для перегонів в Пікерінгу, що у Ньюмаркеті. 12 березня 1901 року Вільям одружився з Марією Гертрудою Віллоубі в церкві Святого Михайла на Честер-сквер (у районі Белгравія в західному Лондоні). Оскільки батько Марії, сер Джон Віллоубі - IV баронет Віллоубі, помер у 1866 році, до шлюбу наречену повів її брат - майор сер Джон Віллоубі, а шафером Вільяма був його брат, капітан Джон Грем Бересфорд - ад'ютант принца Артура, герцога Коннотського. Марія Гертруда Віллоубі була відома в Англії своєю чудовою колекцією котів. Лорд Вільям Десіз раптово помер 30 липня 1910 року у віці 45 років у госпіталі Котедж у Хорнсі після того, як його подолала гнітюча спека під час відвідування перегонів коней в Олександра Парку. Оскільки він помер не маючи дітей, титул успадкував його молодший брат Джон, що став V бароном Десіз.
Він був майором британської армії, був депутатом парламенту як представник Ірландії в 1912 – 1944 роках. Джон Бересфорд народився 5 грудня 1866 року в Ньюкасл-апон-Тайн. Він був другим сином Вільяма Горслі-Бересфорда - ІІІ барона Десіз та Кетрін Енн Дент - дочки командора Вільяма Дента. Він отримав освіту в Ітоні, потім піщов служити до британської армії в 1887 році. Джон Бересфорд служив в 7-го гусарському полку, отримав звання лейтенанта 10 квітня 1889 року і звання капітана 7 жовтня 1896 року. Він служив переважно в Африці. Під час Другої бурської війни служив в Матабеле в 1896 році. У січні 1900 року він був відряджений до штабу і призначений ад'ютантом герцога Коннотського, головнокомандувача британської армії в Ірландії. На початку лютого 1902 року він був призначений командиром 37-го королівського батальйону і отримав звання підполковника, потім служив в Південній Африці. З 1903 по 1904 рік служив у Сомалі. Після виходу у відставку з регулярної армії 20 січня 1912 року він став командувачем південно-ірландського спеціального резерву. У 1910 році він успадкував титул барона від свого брата і став депутатом Палати лордів Ірландії. З 1916 по 1919 рік він був головним цензором преси Ірландії. Джон Бересфорд був ірландським гравцем в поло на літніх Олімпійських іграх 1900 року. Він був частиною команди по поло "Фоксгантерс Гарлінгем", що виграла золоту медаль. У 1908 році він зіграв у першому міжнародному матчі по поло між Англією та Аргентиною в Буенос-Айрес.
На сьогодні цей титул барона Дісіз належить його нащадку, що успадкував титул від свого батька і став VII бароном Дісіз у 1992 році.
Родовим гніздом баронів Дісіз був Страффан-Лодж, що біля Страффана, графство Кілдер (Ірландія).

## Барони Дісіз (1812)
- Вільям Бересфорд (1743 – 1819) – І барон Дісіз
- Джон Хорслі-Бересфорд (1773 – 1855) – ІІ барон Дісіз
- Вільям Роберт Джон Горслі-Бересфорд (1811 – 1893) – ІІІ барон Дісіз
- Вільям Маркус де ла Поер Бересфорд (1865 – 1910) – IV барон Дісіз
- Джон Грем Гоуп де ла Поер Бересфорд (1866 – 1944) – V барон Дісіз
- Артур Джордж Маркус Дуглас де ла Поер Бересфорд (1915 – 1992) – VI барон Дісіз
- Маркус Х’ю Трістрам де ла Поер Бересфорд (1948 р. н.) – VII барон Дісіз

Спадкоємцем титулу є син теперішнього власника титулу його ясновельможність Роберт Маркус Дункан де ла Поер Бересфорд (1988 р. н.)